# Божурка
Село Божурка се налази у општини Трговиште у Бугарској. Према подацима од 21.07.2005. године има 364 становника, који су махом етнички Турци.